# Daniela Götz
Daniela Götz (Nuremberg, 23 décembre 1987) est une nageuse allemande. 